# Norbert Kückelmann
Norbert Kückelmann (* 1. Mai 1930 in München; † 31. August 2017) war ein deutscher Filmregisseur, Rechtsanwalt und Autor.

## Biographie
Norbert Kückelmann studierte in den 1950er Jahren Jura. Während seiner Studienzeit arbeitete er als Filmkritiker für das Radio. 1957 legte er das Staatsexamen ab und war anschließend als Rechtsanwalt in München und Mainz tätig. Durch seine Kritikertätigkeit stand er in Verbindung mit der Münchner Filmszene. 1965 gründete er mit Alexander Kluge und Hans Rolf Strobel das Kuratorium Junger Deutscher Film. Er arbeitete weiter als Rechtsanwalt, auch als er 1972 seinen ersten Spielfilm Die Sachverständigen drehte. Der Film wurde mit mehreren Preisen ausgezeichnet.
1974 gründete er mit Peter Lilienthal die Film- und Fernseh Autoren GmbH, die fortan seine Filme produzierte. Kückelmann drehte häufig nach einer wahren Begebenheit, so den Film Morgen in Alabama – inspiriert durch den rechtsradikalen Hintergrund des Oktoberfestattentats – und den Fernsehfilm Abgetrieben nach dem aufsehenerregende Fall eines Memminger Arztes, der Schwangerschaftsabbrüche in den 80er Jahren vorgenommen hatte.
Norbert Kückelmann war der Bruder der Schauspielerin Gertrud Kückelmann. Seit 1968 war er verheiratet mit der Autorin Dagmar Kekulé.
Sein Archiv befindet sich im Archiv der Akademie der Künste in Berlin.

## Filmografie
- 1973: Die Sachverständigen
- 1974: Die Angst ist ein zweiter Schatten
- 1979: Die letzten Jahre der Kindheit
- 1984: Morgen in Alabama
- 1989: Schweinegeld – Ein Märchen der Gebrüder Nimm
- 1992: Abgetrieben
- 1996: Alle haben geschwiegen
- 1997: Porträt eines Richters
- 2000: Verlorene Kinder
- 2002: Ich hab es nicht gewollt – Anatomie eines Mordfalls

## Auszeichnungen
- 1973: Silberner Bär bei der Berlinale für Die Sachverständigen
- 1973: Deutschen Filmpreis als bester Spielfilm für Die Sachverständigen
- 1982: Adolf-Grimme-Preis mit Bronze für Die letzten Jahre der Kindheit (zusammen mit Gerhard Gundel)
- 1982: Ehrende Anerkennung beim Adolf-Grimme-Preis für Die Knapp-Familie: Die Gretelfrage (zusammen mit Stephan Meyer)
- 1984: Silberner Bär bei der Berlinale für Morgen in Alabama
- 1993: Fernsehfilmpreis der Deutschen Akademie der Darstellenden Künste für Abgetrieben (ZDF)
- 1993: Adolf-Grimme-Preis mit Gold für Abgetrieben

## Werke
- Robert K. oder die fünfte Gewalt (Roman), München 2013 (belleville) ISBN 978-3-923646-48-7